# Frank Fielding
Pour les articles homonymes, voir Fielding.
Francis David Fielding, né le 3 avril 1988 à Blackburn (Angleterre), est un joueur anglais de football. Il joue au Stoke City.

## Biographie
Il joue depuis 2011 pour Derby County dans le Football League Championship, la deuxième division anglaise. 
Il joue aussi en faveur des espoirs anglais et fait partie de l'effectif du Championnat d'Europe 2011. Lors de la compétition, son équipe ne passe pas le premier tour.  
A l'issue de la saison 2018-2019, il est libéré par Bristol City. 
Le 27 juin 2019, il rejoint Millwall.

## Palmarès
- Bristol City
  - Vainqueur de la Football League Trophy en 2015
  - Vainqueur de la League One (D3) en 2015

## Distinction personnelle
- 2015 : Membre de l'équipe type de Football League One en 2015.